# Bråby Sogn
Bråby Sogn er et sogn i Tryggevælde Provsti (Roskilde Stift).
Bråby Sogn hørte til Ringsted Herred i Sorø Amt. Fra 1849 var det anneks til Vester Egede Sogn, som hørte til Tybjerg Herred i Præstø Amt. De to sogne dannede hver sin sognekommune. Ved kommunalreformen i 1970 blev Vester Egede indlemmet i Rønnede Kommune, og Bråby blev indlemmet i Haslev Kommune. Begge disse storkommuner indgik ved strukturreformen i 2007 i Faxe Kommune.
I Bråby Sogn ligger Bråby Kirke.
I sognet findes følgende autoriserede stednavne:
- Bråby (bebyggelse, ejerlav)
- Duelund (bebyggelse)
- Edelesminde (ejerlav, landbrugsejendom)
- Gammel Dyrehave (bebyggelse)
- Gisselfeld (ejerlav, landbrugsejendom)
- Hesede (ejerlav, landbrugsejendom)
- Hesede Skov (areal)
- Louiselund (ejerlav, landbrugsejendom)
- Mølleskoven (bebyggelse)
- Nygårdsvænge (areal, bebyggelse)
- Sandhuse (bebyggelse)
- Slotshusene (bebyggelse)
- Sø Torup (bebyggelse, ejerlav)